# 韦大卫
韦大卫（1930年—），男，壮族，广西象州人，中国飞行员，曾任第七、八、九届全国政协委员。